# Pleasant Grove (Utah)
Pleasant Grove es una ciudad del condado de Utah, estado de Utah, Estados Unidos. Según el censo de 2000 la población era de 23.468 habitantes. Se estima que en 2004 la población era de 27.116 habitantes.

## Geografía
Pleasant Grove se encuentra en las coordenadas 40°22′13″N 111°43′53″O / 40.37028, -111.73139.
Según la oficina del censo de Estados Unidos, la ciudad tiene una superficie total de 22,6 km². No tiene superficie cubierta de agua.